# National Council on Disability

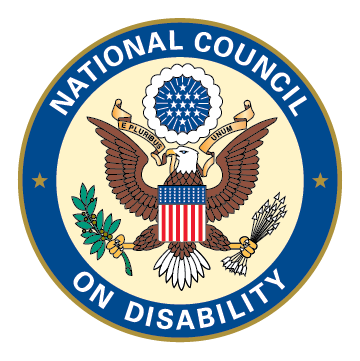
Zegel van de National Council on Disability (NCD)

De National Council on Disability (NCD) is een onafhankelijke instantie van de Amerikaanse federale overheid, met hoofdkantoor in Washington D.C. De raad adviseert het Witte Huis, het Congres, overheidsinstanties op federaal, staats- en lokaal niveau, evenals de private sector over beleid wat het leven en de rechten van mensen met een handicap beïnvloedt.

## Geschiedenis
De oorsprong van de NCD gaat terug tot 1978, toen de raad werd opgericht als de National Council on the Handicapped. Dit gebeurde via de Comprehensive Services and Disability Amendments Act, als aanvulling op de Rehabilitation Act of 1973. Aanvankelijk was de raad ondergebracht bij het ministerie van Volksgezondheid, Onderwijs en Welzijn.
In 1979 werd de raad overgeheveld naar het nieuwe ministerie van Onderwijs. In 1984 werd de NCD officieel een onafhankelijke federale instantie door een wijziging in de Rehabilitation Act Amendments (Public Law 98–221).
In 1986 publiceerde de raad het invloedrijke rapport Toward Independence, waarin het bestaande beleid en de wetgeving inzake handicaps werd geëvalueerd. Twee jaar later, in 1988, schreef de NCD de eerste versie van wat later de Americans with Disabilities Act (ADA) zou worden. Deze wet werd ingediend in het Huis van Afgevaardigden en de Senaat en ondertekend in 1990.
Op 7 november 1988 kreeg de raad zijn huidige naam via de Handicapped Programs Technical Amendment Act (PL 100–630).
Sinds de invoering van de ADA speelt de NCD een cruciale rol in het vormgeven van het Amerikaanse handicapbeleid, met nadruk op inclusie, gelijke toegang en gelijke kansen.